# Potamogeton drummondii
Potamogeton drummondii là một loài thực vật có hoa trong họ Potamogetonaceae. Loài này được Benth. miêu tả khoa học đầu tiên năm 1878.